# Ана Туба
Ана Туба (серб. Ана Туба; нар. 10 серпня 1989, Мангеттен, Нью-Йорк, штат Нью-Йорк, США) — сербська борчиня вільного стилю, греплерка та дзюдоїстка, бронзова призерка чемпіонатів світу та Європи з греплінгу, чемпіонка та бронзова призерка Середземноморських чемпіонатів з вільної боротьби.

## Життєпис
Виступала за клуб боротьби в Белграді та клуб дзюдо «Младост Земун». Тренер з боротьби — Сретен Станков, тренер із дзюдо — Србіслав Пантич.

### Родина
Ана Туба — одна з чотирьох сестер, які всі займаються боротьбою. Три старші сестри Ана, Єва та Іра народились в США, де працював їхній батько, Мілан Туба, доктор інформатики та професор факультету математики Белградського університету. Наймолодша Уна народилась в Белграді. Сестри почали займатися боротьбою у безкоштовній школі боротьби в початковій школі Джури Стругара в Белградському районі Земун. До боротьби сестри пробували дзюдо, тхеквондо, айкідо, карате. Чотири доньки доктора Туби були членами національних збірних у двох видах спорту — боротьбі та дзюдо. Ана ставала чемпіонкою країни із дзюдо серед юніорів та двічі брала бронзові нагороди на національних чемпіонатах на дорослому рівні. Сестри разом мають понад 1500 нагород на різних спортивних змаганнях.
Всього в родині шестеро дітей — крім чотирьох сестер — ще два брати, що займаються оздоровчим спортом. Усі шестеро дітей пішли по стопах батька, професійно обравши математику.
Ана закінчила факультет математики Університету Арізони за фахом аерокосмічна інженерія.
Незвичайне прізвище родини походить від діда, етнічного угорця із села Врачев Гай, розташованого між Панчево та Вршацєм в автономному краї Воєводина.

## Спортивні результати на міжнародних змаганнях

### Виступи на Чемпіонатах світу
| Змагання                         | Збірна | Вагова категорія                                     | Місце  |
| -------------------------------- | ------ | ---------------------------------------------------- | ------ |
| Чемпіонат світу з греплінгу 2011 | Сербія | греплінг ноу-гі, жінки, абсолютна вагова категорія   | 8      |
| Чемпіонат світу з греплінгу 2011 | Сербія | греплінг з кімоно, жінки, до 75 кг                   | 4      |
| Чемпіонат світу з греплінгу 2011 | Сербія | греплінг з кімоно, жінки, абсолютна вагова категорія | 8      |
| Чемпіонат світу з греплінгу 2011 | Сербія | греплінг ноу-гі, жінки, до 75 кг                     | 4      |
| Чемпіонат світу з греплінгу 2012 | Сербія | греплінг з кімоно, жінки, до 71 кг                   | Бронза |
| Чемпіонат світу з греплінгу 2012 | Сербія | греплінг ноу-гі, жінки, до 71 кг                     | 7      |

### Виступи на Чемпіонатах Європи
| Змагання                          | Збірна | Вагова категорія                   | Місце  |
| --------------------------------- | ------ | ---------------------------------- | ------ |
| Чемпіонат Європи з боротьби 2012  | Сербія | жіноча боротьба, до 63 кг          | 18     |
| Чемпіонат Європи з греплінгу 2012 | Сербія | греплінг ноу-гі, жінки, до 71 кг   | 4      |
| Чемпіонат Європи з греплінгу 2012 | Сербія | греплінг з кімоно, жінки, до 71 кг | Бронза |
| Чемпіонат Європи з греплінгу 2013 | Сербія | греплінг з кімоно, жінки, до 71 кг | 5      |
| Чемпіонат Європи з греплінгу 2013 | Сербія | греплінг ноу-гі, жінки, до 71 кг   | 5      |

### Виступи на Середземноморських чемпіонатах
| Змагання                                     | Збірна | Вагова категорія          | Місце  |
| -------------------------------------------- | ------ | ------------------------- | ------ |
| Середземноморський чемпіонат з боротьби 2012 | Сербія | жіноча боротьба, до 67 кг | Бронза |
| Середземноморський чемпіонат з боротьби 2014 | Сербія | жіноча боротьба, до 75 кг | Золото |